# Llanedi
Llanedi est un village et une communauté du Carmarthenshire, au pays de Galles.
Située entre Ammanford et Llanelli, la communauté comprend les villages de Llanedi même, Hendy (en), Fforest et Tycroes (en). Au recensement de 2011, elle comptait 5 664 habitants.